# 朱开沟遗址
朱开沟遗址位于内蒙古自治区鄂尔多斯市伊金霍洛旗纳林陶亥镇朱日根沟村，是一处新石器时代晚期到商代早期的遗址。1974年夏天由田广金等人发现，先后进行了四次考古发掘。2006年5月被国务院公布成为第六批全国重点文物保护单位。